# Cò quăm chì
Cò quăm chì, hay cò quăm plumbeous, tên khoa học Theristicus caerulescens, là một loài chim trong họ Threskiornithidae. Chúng được tìm thấy ở vùng Trung Nam Mỹ, phân bổ ở Nam trung bộ và Đông nam bộ Brasil, Đông và Bắc Bolivia, Paraguay, Uruguay và Bắc Argentina.

## Hình ảnh

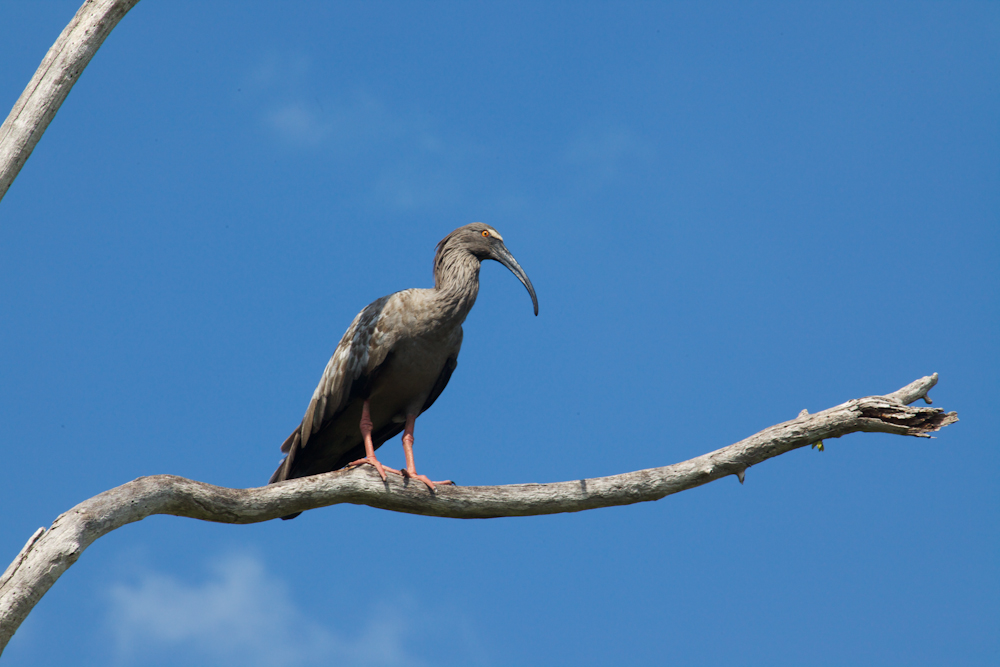
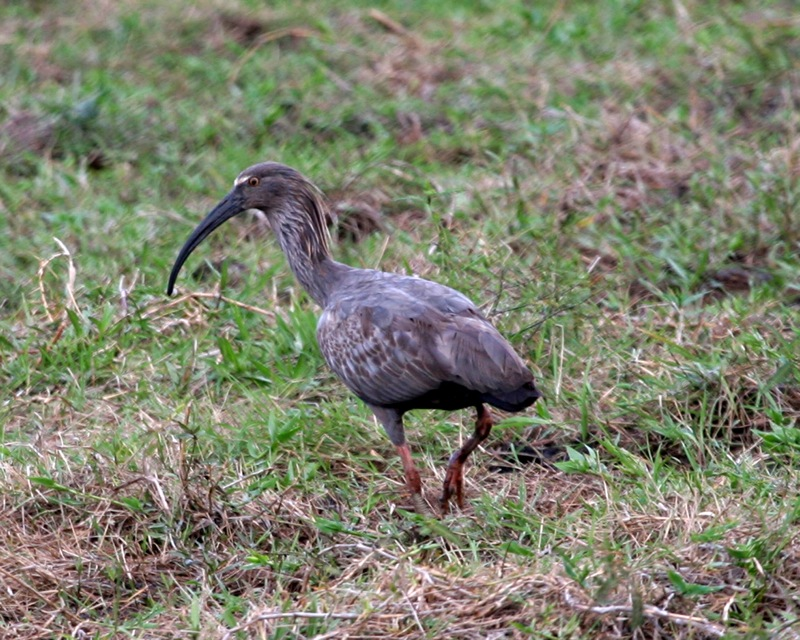

- Theristicus caerulescens